# Tipula kuwayamai
Tipula kuwayamai är en tvåvingeart som beskrevs av Alexander 1921. Tipula kuwayamai ingår i släktet Tipula och familjen storharkrankar. Inga underarter finns listade i Catalogue of Life.